# MTV Video Music Award – teledysk zespołowy

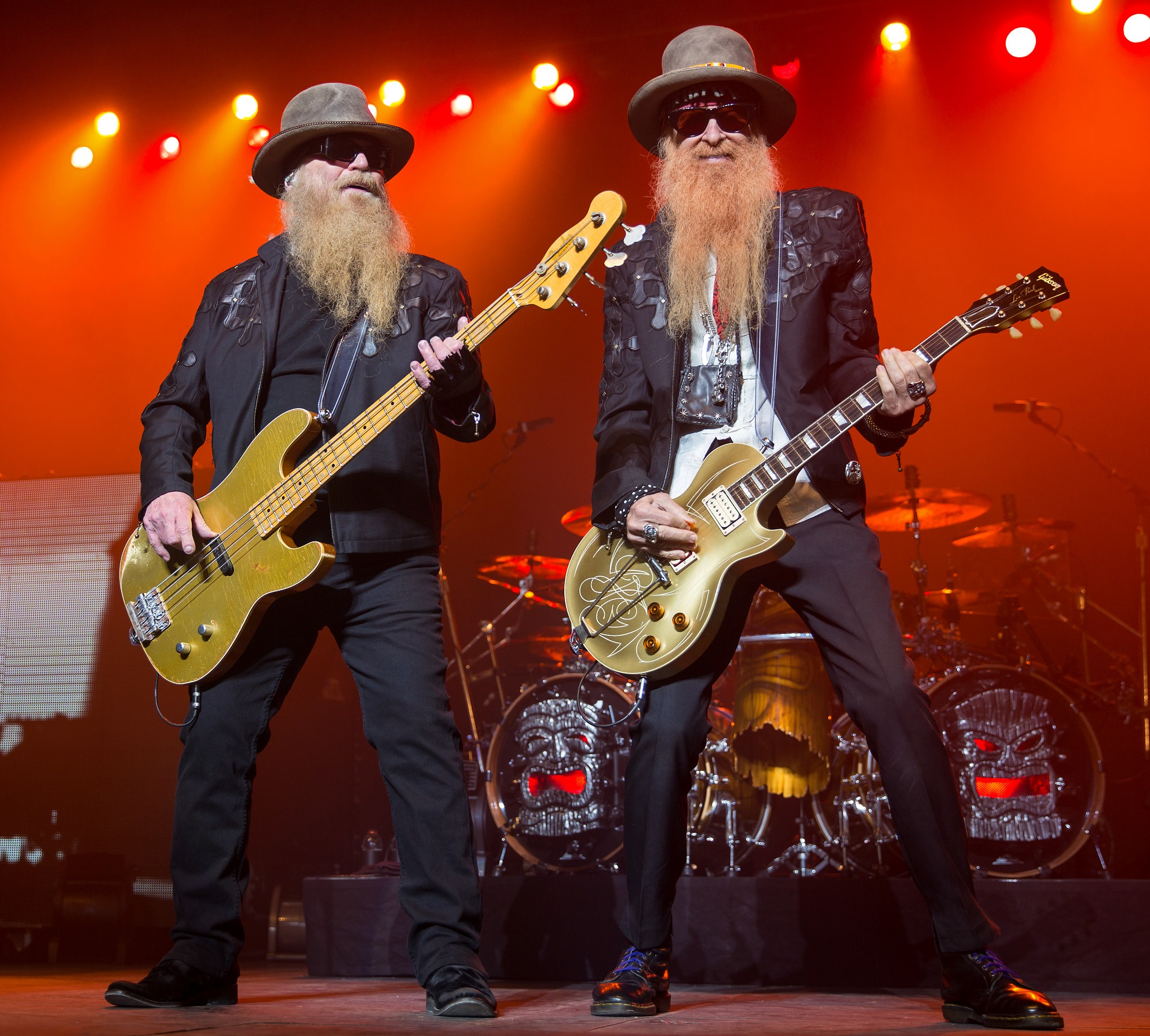
ZZ Top - zespół został nagrodzony w roku 1984

Poniższa lista przedstawia kolejnych zdobywców nagrody MTV Video Music Awards w kategorii Teledysk zespołowy (ang. Best Group Video).
| Rok  | Wykonawca                              | Piosenka                                                    |
| ---- | -------------------------------------- | ----------------------------------------------------------- |
| 1984 | ZZ Top                                 | ”Legs”                                                      |
| 1985 | USA for Africa (odebrała Cyndi Lauper) | „We Are the World”                                          |
| 1986 | Dire Straits                           | „Money for Nothing”                                         |
| 1987 | Talking Heads                          | „Wild Wild Life”                                            |
| 1988 | INXS                                   | „Need You Tonight/Mediate”                                  |
| 1989 | Living Colour                          | „Cult of Personality”                                       |
| 1990 | The B-52’s                             | „Love Shack”                                                |
| 1991 | R.E.M.                                 | „Losing My Religion”                                        |
| 1992 | U2                                     | „Even Better Than the Real Thing”                           |
| 1993 | Pearl Jam                              | „Jeremy”                                                    |
| 1994 | Aerosmith                              | „Cryin’”                                                    |
| 1995 | TLC                                    | „Waterfalls”                                                |
| 1996 | Foo Fighters                           | „Big Me”                                                    |
| 1997 | No Doubt                               | „Don’t Speak”                                               |
| 1998 | Backstreet Boys                        | „Everybody (Backstreet’s Back)”                             |
| 1999 | TLC                                    | „No Scrubs”                                                 |
| 2000 | Blink-182                              | „All the Small Things”                                      |
| 2001 | *NSYNC                                 | „Pop”                                                       |
| 2002 | No Doubt (wraz z Bounty Killer)        | „Hey Baby”                                                  |
| 2003 | Coldplay                               | „The Scientist”                                             |
| 2004 | No Doubt                               | „It’s My Life”                                              |
| 2005 | Green Day                              | „Boulevard of Broken Dreams”                                |
| 2006 | The All-American Rejects               | „Move Along”                                                |
| 2007 | Fall Out Boy                           | „Thnks Fr Th Mmrs”, „This Ain’t a Scene, It’s an Arms Race” |